# Вилхелмина
Вижте пояснителната страница за други значения на Вилхелмина.
Вилхелмина (на шведски: Vilhelmina) е град в северна Швеция, лен Вестерботен. Главен административен център на едноименната община Вилхелмина. Разположен е на северния бряг на езерото Волгшьон. Намира се на около 600 km на северозапад от централната част на столицата Стокхолм и на около 200 km на северозапад от главния град на лена Умео. Има жп гара и летище. Населението на града е 3657 жители според данни от преброяването през 2010 г.